# Adam Zamoyski
Adam graaf Zamoyski (New York, 11 januari 1949) is een gerenommeerd historicus en lid van het oude Poolse adellijke geslacht der Zamoyski's. Via zijn moeder is hij verwant met de familie Czartoryski.

## Biografie
Zamoyski, lid van de familie Zamoyski en zoon van Stefan graaf Zamoyski (1904-1976) en Elisabeth prinses Czartoryska (1905-1989), groeide op in het Verenigd Koninkrijk. Hij studeerde aan de Downside School en The Queen's College in Oxford. Hij was tussen 2008 en 2011 voorzitter van de beheerraad van de kunstverzameling Princes Czartoryski Foundation. In 2001 huwde hij te Londen met de artieste Emma Sergeant.

## Publicaties
- Paderewski, New York, Atheneum Books, 1982 ISBN 0689112483 ISBN 978-0689112485.
- The Polish Way: a Thousand-Year History of the Poles and Their Culture, London, John Murray, 1987, ISBN 0-531-15069-0.
- Chopin: a Biography, New York, Doubleday, 1980, ISBN 0-385-13597-1 (Nederlandse vertaling: Chopin de biografie, uitgeverij Balans, 2016, ISBN 9789460031465)
- The Polish Way: a Thousand-Year History of the Poles and Their Culture, New York, Hippocrene Books, 1994, ISBN 0-7818-0200-8.
- The Last King of Poland, London, Weidenfeld & Nicolson, 1998, ISBN 0-7538-0496-4.
- The Princes Czartoryski Museum, Krakau, The Princes Czartoryski Foundation, 2001, ISBN 83-87312-67-3.
- Poland: A Traveller's Gazetteer, London, John Murray, 2001, ISBN 0-7195-5772-0.
- Holy Madness: Romantics, Patriots and Revolutionaries, 1776-1871, London, Weidenfeld & Nicolson, 2001, ISBN 1-84212-145-6.
- The Forgotten Few: The Polish Air Force in the Second World War, Pen & Sword Books, 2004, ISBN 1-84415-090-9.
- 1812. Napoleon's Fatal March to Moscow, New York, HarperCollins, 2004, ISBN 0-00-712375-2. (Nederlandse vertaling: 1812. Napoleons fatale veldtocht naar Moskou, uitgeverij Balans, 2005, ISBN 90 5018653X)
- Rites of Peace, The fall of Napoleon & the congress of Vienna, New York, Harper Press, 2007 ISBN 978-0-00-719757-6 (Nederlandse vertaling: De ondergang van Napoleon en het Congres van Wenen, uitgeverij Balans, 2008, ISBN 978 90 50188777)
- Warsaw 1920 - Lenin's failed conquest of Europe, London, Harper Press, 2008, ISBN 978-0-00-725786-7 (Nederlandse vertaling: De slag om Warschau. Lenins mislukte aanval op Europa, uitgeverij Balans, 2009, ISBN 9789460030208)
- Poland: A History, HarperPress, 2009 ISBN 978-0007282753
- Phantom Terror: The Threat of Revolution and the Repression of Liberty 1789-1848, William Collins, 2014 ISBN 978-0007282760 (Nederlandse vertaling: De fantoomterreur. Revolutiedreiging en de onderdrukking van de vrijheid 1789-1848)
- Napoleon: Man Behind the Myth. Harper Collins, 2015, ISBN 9780008116071 (Nederlandse vertaling: Napoleon. De man achter de mythe. uitgeverij Balans, 2018, ISBN 9789460038723).
- Napoleon: A Life 2018, William Collins, ISBN 9780465055937.